# Ishii Tsuruzō

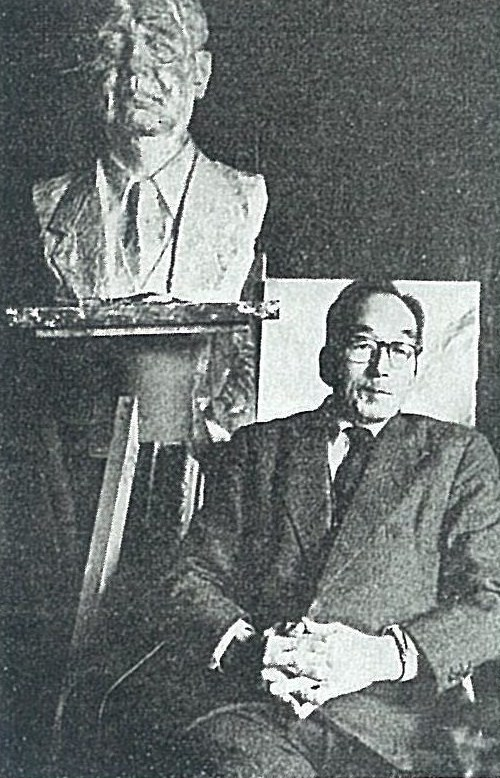
Ishii Tsuruzō

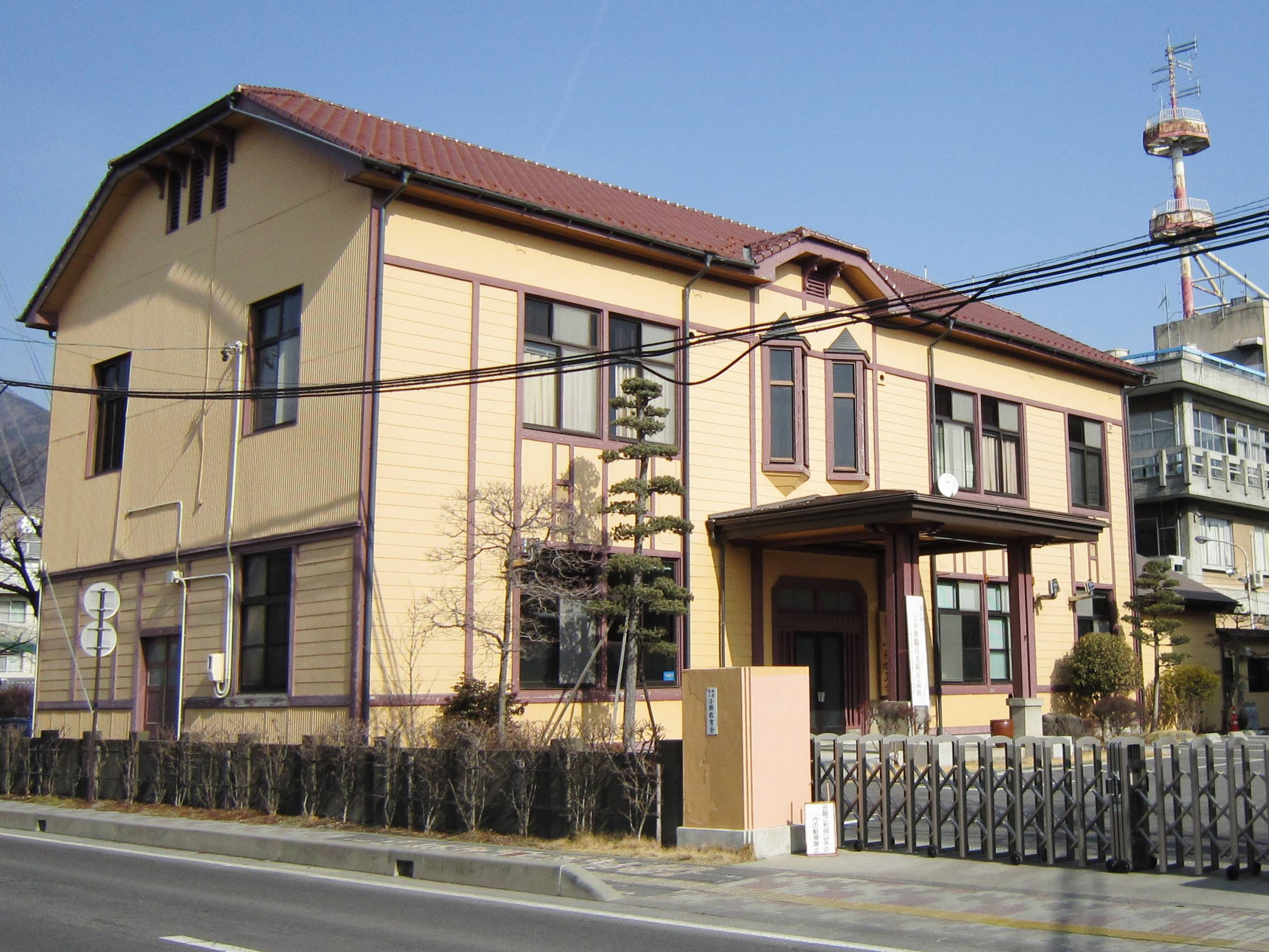
Unterrichtshaus in Ueda

Ishii Tsuruzō (japanisch 石井 鶴三; geb. 5. Juni 1887 in Tokio; gest. 17. März 1973) war ein japanischer Bildhauer, Maler und Holzschnittkünstler der Taishō- und Shōwa-Zeit. Er war der jüngere Bruder von Ishii Hakutei.

## Leben und Werk
Ishii Tsuruzō studierte zunächst Malerei an Koyama Shōtarōs Gajuku Fudōsha (画塾 不同社) und Holzschnittkunst unter Katō Keiun (加藤 景雲), bevor er sich an der Tōkyō Bjitsutsu Gakkō (東京美術学), der Vorläufereinrichtung der Tōkyō Geijutsu Daigaku, einschrieb. 1913 machte er dort seinen Abschluss. Ishii war schon früh fasziniert von den buddhistischen Skulpturen der Zeit der Kaiserin Suiko (Asuka-Periode), die er auf häufigen Besuchen in Nara studierte. 1916 wurde er ein assoziiertes Mitglied der privaten Kunsteinrichtung Nihon Bijutsuin, in deren Abteilung für Bildhauerei er dann tätig wurde.
Während Ishii sich mit den Skulpturen der Zeit der Kaiserin Suiko auseinandersetzte, begann er sich auf der anderen Seite für die französische Bildhauerei, insbesondere für Rodin zu interessieren. Ishii setzte großen Wert auf eine körperliche Korrektheit bei der Anlage seiner Figuren. – 1936 beteiligte er sich am Kunstwettbewerb in verbindung mit den Olympischen Spielen in Berlin mit den Werken „Schwimmen“ und „Rennen im Regen“. Seine Beiträge wurden jedoch nicht prämiert.
Von 1944 bis 1959 war Ishii Professor an seiner Alma Mater. 1950 wurde er Mitglied der Akademie der Künste. Er arbeitete sein Leben lang auf den Gebieten Holzschnitt, Aquarell- und Ölmalerei. So war er Mitglied der Vereinigung japanischer Holzschnittkünstler (日本版画協会. Nihon Hanga Kyōkai), der Vereinigung japanischer Aquarellmaler (日本水彩画会, Nihon Suisai Gakai) und der Künstlervereinigung Shun’yō-kai (春陽会). Seine Skulpturen zeige er auf den Ausstellungen des Nihon Bijutsuin, seine Gemälde auf den Ausstellungen der Shun’yō-kai.
Zu Ishiis repräsentativen bildhauerischen Werken gehören Shunkan und die Holzskulptur „Shimazaki Tōson Sensei“. Sehr geschätzt werden auch seine Illustrationen zu „Daibosatsu Tōge“ (大菩薩峠), verfasst von Nakazato Kaizan (1885–1944), und zu Yoshikawa Eijis „Miyamoto Musashi“ (宮本武蔵).
Ishii liebte die Berge, bestieg vielmals den Berg Asama, unterrichtete viele Jahre auch in der Stadt Ueda in der Präfektur Nagano. 2009 wurde dem Kunstmuseum der Stadt Matsumoto (松本市美術館) der Nachlass Ishiis gestiftet, eine Sammlung, die über 20.000 Stücke umfasst.